# Pseudostegias hapalogasteri
Pseudostegias hapalogasteri is een pissebed uit de familie Bopyridae. De wetenschappelijke naam van de soort is voor het eerst geldig gepubliceerd in 1950 door Sueo M. Shiino.